# 香寿たつき
香寿 たつき（こうじゅ たつき、1965年11月26日 - ）は、日本の女優。元宝塚歌劇団星組トップスター（トップ期間：2001年 - 2003年）。愛称は「タータン」（本名から）。北海道札幌市出身。
所属事務所は、ホリプロ・ブッキング・エージェンシー。

## 略歴

### 生い立ち
札幌市にビブラフォン奏者・槙邦雄（まき くにお）の次女として出生する。槙は札幌放送管弦楽団専属、日本音楽家ユニオン道支部代表を歴任した。
小学生の頃からバレエを習っていた。中学時代、宝塚ファンだったバレエ教室の友人に勧められて宝塚歌劇と出会う 。高校時代には東京のバレエ団へ勉強に行く資金のためにイベントなど多様なアルバイトを経験。イベントのアルバイトでは石原軍団に花束を贈呈したこともある。だが、身長が伸びすぎバレエを断念。しかしダンス続行の意志は固く、宝塚音楽学校を受験、合格。この時、紫吹淳と試験会場で知り合い、合格発表で抱き合って喜ぶ様子が雑誌で紹介された。

### 宝塚下級生時代
1986年、72期生として宝塚歌劇団に入団。星組公演『レビュー交響楽』で初舞台。同期生に女優で元月組トップスターの紫吹淳、歌手の中条まり、現役では専科の五峰亜季がいる。同年花組に配属。香寿が組配属になったころの花組は「ダンスの花組」と呼ばれ、安寿ミラや真矢みきらが在籍していた。若手スターも同期の紫吹をはじめ、先輩の真琴つばさ、愛華みれ、後輩の姿月あさと、匠ひびき、初風緑、汐風幸、伊織直加など後のスターぞろいだった。香寿は花組のダンスが好きで、後に雪組へ組替えになった際には花組を離れるのが辛かったと語っている。
1989年に同期の紫吹らと共にニューヨーク公演メンバーに選ばれるなど、早期よりダンサーとして頭角を現す。1989年「会議は踊る」新人公演でも安寿の役が付く。1990年に「ベルサイユのばら －フェルゼン編－」で新人公演初主演。同年の「秋…冬への前奏曲」ではカレル役を演じる。本人もこの役を気に入っており、長らく「おとめ」の好きだった配役欄に記載したほか、退団後のNHKのインタビューでベスト3にあげていた。
当初は宝塚に長くいるつもりはなく、1990年の「ベルサイユのばら －フェルゼンとマリー・アントワネット編－」東京公演を機に退団を考えていた が、1991年に雪組へ組替え。1992年の「この恋は雲の涯まで」と「忠臣蔵」の新人公演で主役を務める。この際NHKスペシャル「夢の城〜タカラヅカ青春物語〜」で「忠臣蔵」新人公演に臨む香寿の姿がメインで紹介された。番組の中では、トップスター杜けあき退団後の2番手が未定であり、高嶺ふぶき・海峡ひろき・轟悠と香寿が2番手候補者であるとされた。さらに杜と香子小吹の入団7年目の序列が共に首席であることが紹介された。番組のラストでは「忠臣蔵」公演の結果を受けて、香寿が2番手候補者の先輩団員に並んだと評価を受けたとされた。1993年、「セ・ラムール」にてバウホール公演初主演。1994年、ロンドン公演に参加。若手スターとして順風満帆であった。

### 中堅〜2番手スター時代
しかし、1995年の「JFK」（フーヴァー長官役）、「あかねさす紫の花」（中臣鎌足役）では共に老け役の権力者を演じる。「脇役」が続いていたため、本人はスターとしての進退について悩み、慶應義塾大学の社会人入試を受験し合格するが、1996年、日本初演の「エリザベート」の皇太子ルドルフ役が決定し退団を思いとどまる。同年、古巣の花組に戻り、男役3番手として活躍。「ハウ・トゥー・サクシード」のブラッドが第1作となる。さらに「風と共に去りぬ」全国ツアー公演でアシュレを演じた後、再び雪組へ異動。
1997年雪組に男役2番手として復帰。花組から続演の「風と共に去りぬ」全国ツアーで、今度はスカーレットを演じて女役に挑戦。また、この時期にクライド役を演じたバウホール主演作「凍てついた明日」は自身の代表作となる。1999年、「ノバ・ボサ・ノバ」オーロ役を演じた。月組でも続演され、「芝居の月組」「歌唱力の雪組」と言われた。
2000年6月、専科へ異動。専科生として参加した雪組公演「凱旋門」（宝塚公演のみ参加）でボリス役を、また「ゼンダ城の虜」ヘンツォ伯爵（月組公演／以上 2000年）や「花の業平」（2001年／星組公演）では悪役を演じた。「天翔ける風に」では外部出演の形で、女性役として主演した。一方、星組公演「ベルサイユのばら〜オスカルとアンドレ編〜」ではアンドレをつとめた。

### トップスター時代
2001年10月、稔幸の後を継いで星組トップスターに就任。コンビを組んだ渚あきとは、「この恋は雲の涯まで」新人公演と「セ・ラムール」でコンビを組んだことがあり、”初恋の成就”との声が寄せられたという。
トップお披露目公演となった東京宝塚劇場公演「花の業平」では、敵役から一転して主役の在原業平を演じた。大劇場お披露目公演の「プラハの春」では外交官堀江亮介を演じた。日中国交正常化30周年記念で行われた第2回中国公演では、ヒロイン役に檀れいを迎え主演を務めた。2003年、「ガラスの風景／バビロン」東京公演を最後に相手役の渚、男役スターの夢輝のあ、朝澄けい、鳴海じゅんらとともに宝塚歌劇団を退団。

### 女優として
退団後は「WEST SIDE STORY」や、「屋根の上のヴァイオリン弾き」、「モーツァルト!」、「エリザベート」などのミュージカルを中心に活躍する一方、テレビドラマにも出演している。
2010年4月、『天翔ける風に』の三条英、『シェルブールの雨傘』のエムリー夫人役の功績が認められ、第35回菊田一夫演劇賞・演劇賞を受賞した。

## 宝塚歌劇団時代の主な舞台
『歌劇』2003年3月号 102-103ページ（阪急電鉄株式会社 コミュニケーション事業部）をもとに記述。

### 第1次花組時代
- 『レビュー交響楽』（星組）（1986年3月-5月）＊初舞台
- 『遙かなる旅路の果てに』新人公演：マローニン刑事（本役：瀬川佳英）（1987年3月）
- 『ロマノフの宝石』新人公演：ベルガー大尉（本役：朝香じゅん）（1989年7月）
- 『宝塚をどり讃歌'89』／『フォーエバー!タカラヅカ』（ニューヨーク公演・ラジオ・シティ・ミュージック・ホール、1989年10月）
- 『エル・アミーゴ』：シモン（宝塚バウホール、1990年2月）
- 『ベルサイユのばら』新人公演:フェルゼン（本役：大浦みずき）（1990年4月）＊新人公演初主演
- 『秋…冬への前奏曲』：カレル（1990年9月-10月）
- 『春の風を君に…』：陳丁生（1991年1月-2月）
- 『小さな花がひらいた』：伝次（宝塚バウホール、1991年2月-3月）

### 第1次雪組時代
- 『華麗なるギャツビー』：ラウル／『ラヴァーズ・コンチェルト』（1991年8月-9月）
- 『この恋は雲の涯まで』鈴木三郎、新人公演：源義経（本役：杜けあき）※相手役：渚あき（1992年3月-5月）
- 『忠臣蔵〜花に散り雪に散り〜』杉野十平次、新人公演：大石内蔵助（本役：杜けあき）（1992年10月-11月）
- 『セ・ラムール』：ジャン ※相手役：渚あき（宝塚バウホール、1993年1月-2月）
- 『TAKE OFF』踊るマタドール（1993年5月-6月）
- 『ブルボンの封印』／『コート・ダジュール』（1993年10月-12月）
- 『花扇抄』／『扉のこちら』／『ミリオン・ドリームズ』（ロンドン公演、1994年7月）
- 『ライド・オン』：明弘、ダニエル（宝塚バウホール、1994年8月）
- 『風に吹かれて』：トシオ（宝塚バウホール、1994年9月-10月）
- 『雪之丞変化』：新吉／『サジタリウス』（1994年11月-12月）
- 『JFK』：エドガー・フーヴァー長官（1995年5月-6月）
- 『あかねさす紫の花』：中臣鎌足（1995年11月-12月）
- 『エリザベート』：ルドルフ（1996年2月-3月）

### 第2次花組時代
- 『ハウ・トゥー・サクシード』：ブラッド（1996年6月-8月）
- 『香港夜想曲』：ハワード（宝塚バウホール、1996年12月-1997年1月）
- 『失われた楽園』レスリー・シュワルツ／『サザンクロス・レビュー』（1997年2月-3月）
- 『風と共に去りぬ』：アシュレ・ウィルクス（全国ツアー、1997年4月-5月）
- 『ザッツ・レビュー』：源次（1997年8月-9月）
- 『Kojuの森』

### 第2次雪組時代
- 『春櫻賦』：秋月数馬／『Let's Jazz!』（1997年12月-1998年2月）
- 『風と共に去りぬ』スカーレット・オハラ（全国ツアー、1998年5月-6月）
- 『浅茅が宿』：曾二郎／『ラヴィール』（1998年8月-9月）
- 『凍てついた明日』：クライド・バロウ（宝塚バウホール、1998年10月）
- 『再会』：マーク／『ノバ・ボサ・ノバ』：オーロ（1999年4月-5月）
- 『バッカスと呼ばれた男』：ミッシェル・バロー／『華麗なる千拍子'99』花の紳士（1999年11月-12月）
- 『Montage』

### 専科時代
- 『デパートメント・ストア』リッチー／『凱旋門』：ボリス・モゾロフ（雪組）（2000年6月-8月）
- 『ゼンダ城の虜』：ルパート・ヘンツォ／『JAZZ MANIA』（月組）（2000年9月-11月）
- 『花の業平』：藤原基経／『夢は世界を翔けめぐる』（星組）（2001年1月-2月）
- 『天翔ける風に』（外部出演、2001年7月）

### 星組・星組トップ時代
- 2001年8月－10月『ベルサイユのばら』アンドレ・グランディエ
- 2001年11月－2002年2月『花の業平』：在原業平／『サザンクロス・レビューII』＊トップお披露目公演
- 2002年4月－8月『プラハの春』：堀江亮介／『LUCKY STAR!』
- 2002年9月－10月『蝶・恋』：雪若／『サザンクロス・レビュー・イン・チャイナ』（中国公演）
- 2002年5月24日、6月23日 ディナーショー『静かなる革命　The Silent Revolution』
- 2002年11月－2003年3月『ガラスの風景』：ジョーイ・バクスター／『バビロン－浮遊する摩天楼－』＊退団公演

## 女優としての主な出演

### 舞台
- 天翔ける風に
- リチャード三世
- WEST SIDE STORY
- 屋根の上のヴァイオリン弾き（2004年）
- …and the World Goes 'Round
- モーツァルト!（2005年・2007年・2010年・2014年） - ヴァルトシュテッテン男爵夫人（役替わり）
- club seven 3rd stage!
- 10か月〜The last 10months
- ミス再婚
- OUR HOUSE
- オレステス
- コリオレイナス
- ジキル&ハイド
- ペテン師と詐欺師（2008年公演）
- ルドルフ 〜ザ・ラスト・キス〜 （2008年5月6日 - 6月1日、帝国劇場） - ラリッシュ伯爵夫人
- スーザンを探して（2009年1月6日 - 3月5日、シアタークリエ） - スーザン（Ｗキャスト）
- シェルブールの雨傘（2009年12月5日 - 28日、日生劇場） - エムリー夫人
- 音楽劇 ガラスの仮面〜二人のヘレン〜（2010年8月11日 - 27日、彩の国さいたま芸術劇場大ホール、9月2日 - 5日、イオン化粧品シアターBRAVA!） - 姫川歌子
- さくら色 オカンの嫁入り（2010年9月16日 - 26日、紀伊国屋サザンシアター／2013年3月15日 - 20日、三越劇場） - 森井陽子
- アニー （2011年4月、青山劇場） - グレース役
- 朱雀家の滅亡 （2011年9月 - 10月、新国立劇場小劇場） - 女中おれい
- エンロン（2012年4月、天王洲銀河劇場）
- しみじみ日本・乃木大将（2012年7月、彩の国さいたま芸術劇場大ホール）
- 里見八犬伝（2012年11月、新国立劇場中劇場・NHK大阪ホール）
- エリザベート ガラコンサート（2012年11月、東急シアターオーブ・梅田芸術劇場）
- ONE-HEART-MUSICAL FESTIVAL（2012年12月 - 2013年1月、シアタークリエ）
- DREAM LADIES（2013年4月、東京国際フォーラムC） - ゲスト出演
- DOWN TOWN FOLLIES VOL.9（2013年6月、シアター1010）
- ONE-HEART-MUSICAL FESTIVAL夏（2013年7月、シアタークリエ）
- DREAM, A DREAM（2013年10月、東急シアターオーブ・梅田芸術劇場） - ゲスト出演
- 私のホストちゃん（2013年10月 - 11月、青山劇場）
- ラブ・ネバー・ダイ（2014年3月、日生劇場） - マダム・ジリー 役（鳳蘭とダブルキャスト）
- セレブレーション100!宝塚（2014年5月、青山劇場）
- カルメン（2014年6月、天王洲 銀河劇場） - イネス
- その後のふたり（2014年7月、東京グローブ座） - 七海
- シェルブールの雨傘（2014年9月 - 10月、シアタークリエ 他） - エムリー夫人
- エリザベート（2015年6月 - 8月、帝国劇場） - ゾフィー（剣幸とダブルキャスト）
- スクルージ（2015年12月、赤坂ACTシアター） - 過去のクリスマスの精霊 役
- The Sparkling Voice -10人の貴公子たち-（2016年1月28日 - 2月1日、シアタークリエ）
- ロミオ&ジュリエット（2017年1月 - 3月、赤坂ACTシアター・梅田芸術劇場 メインホール） - キャピュレット夫人 役
- CLUB SEVEN -ZERO-（2017年5月 - 6月、シアター1010、シアタークリエ 他）[5]
- プライムたちの夜（2017年11月、新国立劇場 小劇場 他） - テス 役[6]
- ぼくの友達（2018年1月 - 2月、DDD AOYAMA CROSS THEATER） - シャロン 役[7]
- ラ・カージュ・オ・フォール 籠の中の道化たち（2018年3月 - 4月、日生劇場 他） - ジャクリーヌ 役[8]
- モーツァルト!（2018年5月 - 8月、帝国劇場 他） - ヴァルトシュテッテン男爵夫人 役（涼風真世とダブルキャスト）[9]
- ラブ・ネバー・ダイ（2019年1月 - 2月、日生劇場） - マダム・ジリー 役（鳳蘭とダブルキャスト）[10]
- ピカソとアインシュタイン～星降る夜の奇跡～（2019年4月 - 5月、よみうり大手町ホール 他） - ジェルメーヌ 役[11]
- エリザベート（2019年6月 - 8月、帝国劇場） - ゾフィー 役（剣幸・涼風真世とトリプルキャスト）[12]
- Little Women -若草物語-（2019年9月 - 10月、シアタークリエ 他） - お母さま 役[13]
- ELF The Musical（2020年11月、新国立劇場 中劇場） - エミリー・ホブス 役[14]
- モーツァルト!（2021年4月 - 6月、帝国劇場） - ヴァルトシュテッテン男爵夫人 役（涼風真世とダブルキャスト）[15]
- 蜘蛛女のキス（2021年11月 - 12月、東京芸術劇場 プレイハウス 他） - モリーナの母 役[16]
- ラ・カージュ・オ・フォール（2022年3月 - 5月、日生劇場 他） - ジャクリーヌ 役[17]
- CROSS ROAD～悪魔のヴァイオリニスト パガニーニ～（2022年6月、シアタークリエ） - テレーザ 役[18]
- 頭痛肩こり樋口一葉（2022年8月 - 9月、紀伊國屋サザンシアター TAKASHIMAYA 他）[19]
- エリザベート（2022年10月 - 2023年1月、帝国劇場 他） - ゾフィー 役（剣幸・涼風真世とトリプルキャスト）[20]
- ハリー・ポッターと呪いの子（2023年、TBS赤坂ACTシアター） - マクゴナガル校長 役[21]
- モーツァルト!（2024年8月 - 11月、帝国劇場 他） - ヴァルトシュテッテン男爵夫人 役[22]
- ラブ・ネバー・ダイ（2025年1月 - 2月、日生劇場） - マダム・ジリー 役（春野寿美礼とダブルキャスト）[23]
- 朗読劇 忠臣蔵（2025年3月、よみうり大手町ホール・兵庫県立芸術文化センター）[24]
- エリザベート（2025年10月10日 - 11月29日〈予定〉、東急シアターオーブ / 12月9日 - 18日〈予定〉、札幌文化芸術劇場 hitaru / 12月29日 - 2026年1月10日〈予定〉、梅田芸術劇場 / 1月19日 - 31日〈予定〉、博多座） - ゾフィー 役（涼風真世とダブルキャスト）[25]

### テレビドラマ
- 最後の忠臣蔵（2004年、NHK） - きよ 役
- パパとムスメの7日間（2007年、TBS） - 国枝敏子 役
- 女かけこみ寺 刑事・大石水穂（2008年1月9日、テレビ東京） - 鶴風豊玉 役
- 刑事7人 SEASON6 第9話最終話（2020年9月30日、テレビ朝日） - 須藤 陽子 役

### テレビバラエティ
- 秘密のケンミンSHOW（2010年6月10日、読売テレビ）
- 関ジャニの仕分け∞（テレビ朝日、2013年8月10日） 高橋真麻とカラオケ対決。
- クイズ!脳ベルSHOW（BSフジ、2017年10月9日～10日、10月13日)

### ラジオドラマ
- サウンドミュージカル 雪色オルゴール（2019年1月2日、NHK-FM）
- 青春アドベンチャー　青髭の五番目のの花嫁　（2022年5月23日、NHK-FM）